# Julian Jan Auleytner

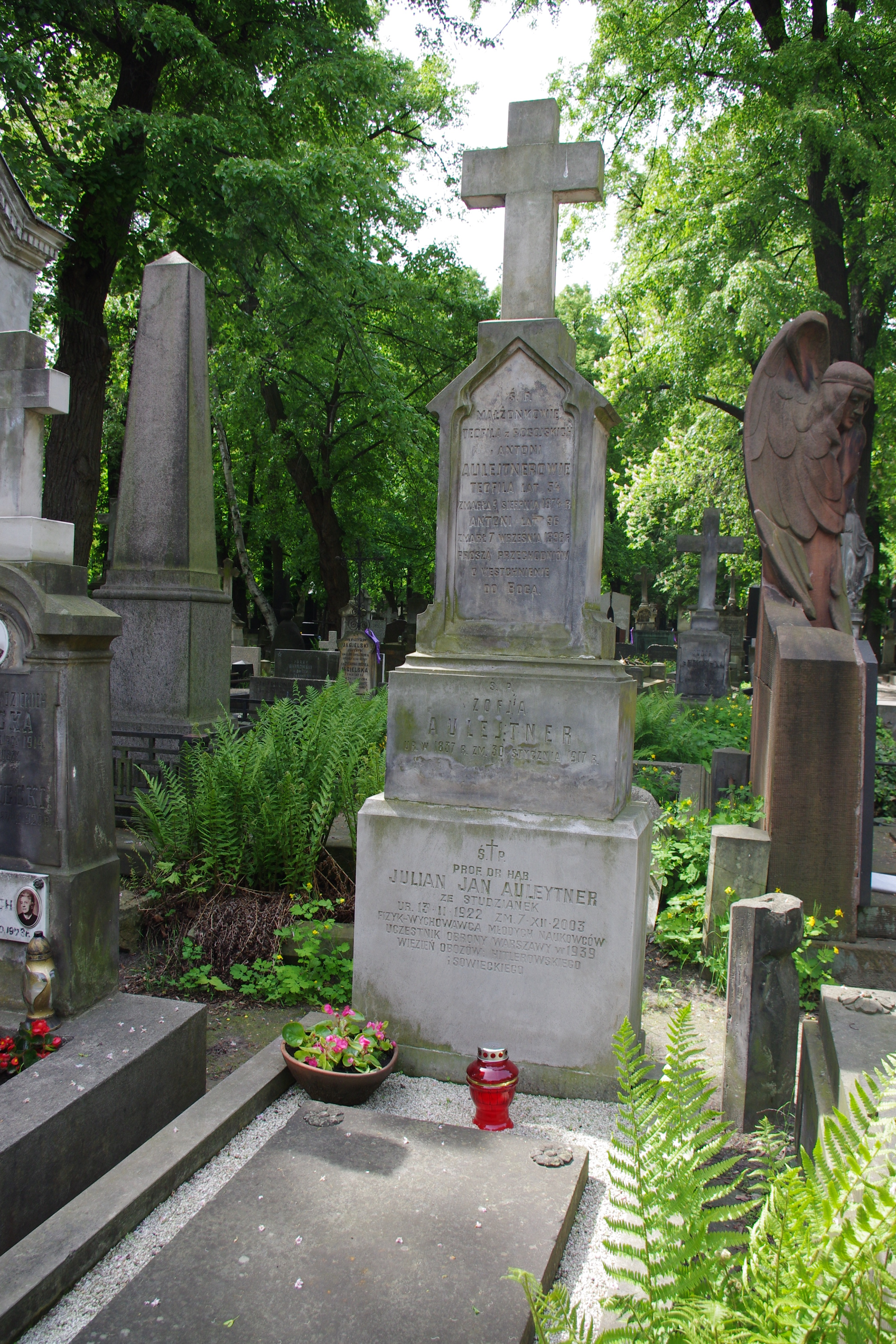
Grób fizyka Juliana Jana Auleytnera na Starych Powązkach w Warszawie

Julian Jan Auleytner (ur. 13 lutego 1922 w Studziankach, zm. 7 grudnia 2003) – polski fizyk, wieloletni pracownik naukowy Polskiej Akademii Nauk, członek egzekutywy POP PZPR w Instytucie Fizyki PAN, członek PZPR w latach 1969–1981.

## Życiorys
Urodził się w rodzinie ziemiańskiej jako syn Kazimierza i Wandy z Pomian Zakrzewskich. Walczył w wojnie obronnej Polski 1939, po czym przebywał w niewoli niemieckiej (obóz Sachsenhausen–Oranienburg). W latach 1943–1945 walczył w Armii Krajowej. Po wkroczeniu wojsk sowieckich na teren Polski aresztowany przez NKWD i zesłany do łagru na wschodniej Ukrainie (pracował w kopalni węgla). 
Po powrocie do kraju ukończył w 1952 studia na Uniwersytecie Warszawskim, po siedmiu latach uzyskując doktorat. W latach 1959–1960 przebywał na stażu naukowym w Uppsali. Od 1967 profesor nadzwyczajny, a od 1974 zwyczajny. W latach 1950–1961 zatrudniony w charakterze pracownika naukowego Instytutu Fizyki Doświadczalnej Uniwersytetu Warszawskiego (prowadził badania struktury mozaikowej kryształów i defektów sieci krystalicznej w pracowni rentgenowskiej prof. Stefana Pieńkowskiego), następnie w Instytucie Fizyki PAN. Był kierownikiem Zakładu Fizyki Promieni X (następnie: Zakładu Rentgenografii i Spektroskopii Rentgenowskiej) oraz inicjatorem utworzenia w 1973 Środowiskowego Laboratorium Badań Rentgenowskich i Elektronomikroskopowych (stał na jego czele do przejścia na emeryturę w 1993). 
Specjalizował się w badaniach strukturalnych, fizyce ciała stałego oraz fizyce promieni. Był wieloletnim członkiem Polskiego Towarzystwa Fizycznego oraz przewodniczącym Polskiego Towarzystwa Promieniowania Synchrotronowego. Wypromował kilkudziesięciu doktorów, był również recenzentem prac doktorskich i habilitacyjnych. Odznaczony m.in. Krzyżem Kawalerskim Orderu Odrodzenia Polski (2001) i Złotym Krzyżem Zasługi. Pochowany na cmentarzu Powązkowskim w Warszawie (kwatera 175-1-2)

## Wybrane publikacje
- Zastosowanie metody automonochromatyzacji promieni rentgenowskich do badań struktury diod planarnych, (współautorzy: Zofia Furmanik, Janusz Kryłow), Zakład Narodowy im. Ossolińskich, Warszawa 1972.
- Ultrastruktura i funkcja komórki: praca zbiorowa (współautor), Państwowe Wydawnictwo Naukowe, Warszawa 1973.
- Rentgenowskie badania realnej struktury monokryształów krzemu w podstawowych stadaiach formowania tranzystorów epiplanarnych (współautor), "Wema", Warszawa 1974